# Knabenlese

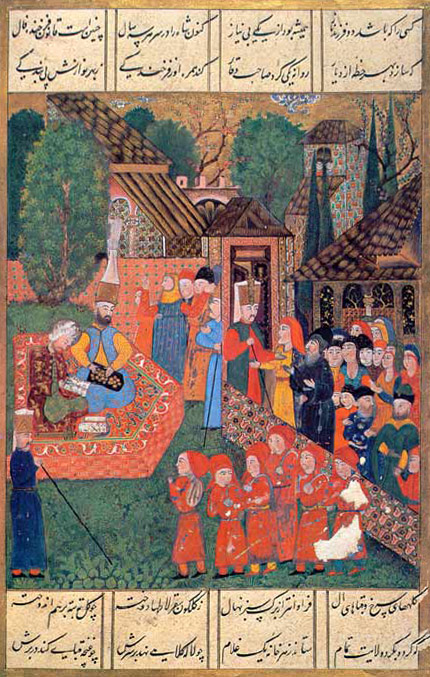
Darstellung der Devşirme im Süleymanname

Als Knabenlese oder Dewschirme (osmanisch دوشيرمه Devşirme, von devşirmek / دوشيرمك / ‚pflücken, sammeln‘), auch Knabenzins oder Kindertribut, bezeichnet man das System der im Osmanischen Reich seit dem späten 14. bis ins frühe 18. Jahrhundert praktizierten Aushebung bzw. Zwangsrekrutierung von Söhnen aus christlichen Familien, um sie im Innern des Reiches zum Islam zu bekehren, auszubilden und anschließend zum Teil an hervorgehobener Stelle im Militär- und Verwaltungsdienst einzusetzen; vor allem die Infanterie der Osmanen, die Elitetruppe der Janitscharen, rekrutierte sich zeitweise überwiegend aus der Knabenlese.

## Geschichte und Praxis der Devşirme

### Erste Erwähnung, Aushebungsverfahren
Zum ersten Mal erwähnt wird Devşirme in einer Rede des Metropoliten von Thessaloniki aus dem Jahr 1395; der zweitälteste Beleg ist ein Brief von Sinan Pascha an die Einwohner von Ioannina aus dem Jahr 1430, unter Murad II. (1404–1451) gilt es bereits als systematisiert. Dabei wurden nach Art einer Steuererhebung von den christlichen Untertanen des Reichs, vor allem auf dem Balkan, aber auch in Anatolien, in unregelmäßigen Abständen (jährlich, fünfjährlich, alle vier Jahre u. a. m.) und in unterschiedlicher Intensität (jede 40. Familie) junge Männer im Alter von acht bis maximal 20, meist mit 14 Jahren, ausgehoben. Die Bevölkerung der teilautonomen Klientelstaaten wie Moldau oder die Walachei waren nicht betroffen. Als Hauptrekrutierungsgebiete galten Bosnien, die Herzegowina, Bulgarien und Albanien.
Die Auswahl erfolgte normalerweise nach einem festgelegten Verfahren: ein höherer Janitscharenoffizier, der Yayabaşı, bereiste in Begleitung eines Sekretärs und einiger Soldaten die einzelnen Gerichtsbezirke (kaza), wo die (orthodoxen) Priester im Beisein der Väter die Taufregister vorzulegen hatten, um nur christlich getaufte Kinder auszuwählen (siehe Abbildung oben). Die Knaben durften nicht einziger Sohn sein, kein Türke, kein Muslim und keine Waise und mussten einen ordentlichen Leumund besitzen.
Bewaffneter Widerstand der Eltern konnte mit Hinrichtung noch auf der Schwelle des Hauses bestraft werden. Juden, Muslime und Sinti und Roma waren von der Devşirme ausgenommen. Die städtische Bevölkerung, vor allem im europäischen Teil des Reichs, galt im Allgemeinen als exemt (Konstantinopel, Galata, Nauplia). Auch hier gab es aber Ausnahmen, so dass u. a. auch Athen betroffen war. Ausgenommen waren die griechischen Inseln, vor allem Chios und Rhodos, ebenso bestimmte Berufsgruppen (Handwerker).
In Gruppen von 100 bis 150 wurden die etwa 10.000 Knaben aus der Devşirme nach Istanbul geführt, wo sie freiwillig oder gegen ihren Willen das islamische Glaubensbekenntnis ablegten und beschnitten wurden.

### Ausbildung, Karriere
Anschließend teilte man die Ausgehobenen in zwei Gruppen ein, von denen die klügeren, hübscheren und kräftigeren zur weiteren Ausbildung an einen der Sultanspaläste in Galata, Adrianopel und Istanbul (Ibrahim-Pascha-Palast) geschickt wurden. Dort unterzog man sie einer sorgfältigen, meist mehr als 14 Jahre dauernden körperlichen und geistigen Ausbildung. Die Palastschulen (Enderun) waren vollkommen von der Außenwelt abgeschirmt und vermittelten neben Türkisch, Persisch und Arabisch auch Kalligraphie, Literatur, Theologie und Recht. Auch die körperliche Ertüchtigung stand auf dem Lehrplan (Bogenschießen, Reiten).
Die Übrigen wurden türkischen Bauern- und Soldatenfamilien in Anatolien und Rumelien, dem europäischen Reichsteil, zugeteilt, wo sie drei bis sieben Jahre Frondienst leisteten und dabei türkische Lebensweise und Sprache kennen lernten. Obwohl sie nun „osmanisiert“ waren, galten sie als acemi oglanlar („unerfahrene Jungen“). Anschließend wurden sie in die Hauptstadt zurückgeschickt, wo sie in den Sultansgärten oder auf den Werften, einige auch im Palast, in harter Disziplin zum Teil schwere Arbeiten zu verrichten hatten. Wenn sie Ausgang hatten, waren sie für ihre Zügellosigkeit gefürchtet. Anschließend wurden sie im Alter von etwa 22 Jahren freigelassen. Viele wurden Sipahi (Reitersoldat mit Lehen) und Teil der Kavallerie, wo sie oft die höchsten Offiziere stellten; der Rest wurde auf die verschiedenen Janitscharenkorps aufgeteilt. Als fest besoldete Truppe besaßen sie gesetzlich geregelte Rechte, wie freie Wohnung in eigenen Kasernen, Verpflegung, Altersversorgung und Sold auch bei Krankheit und Dienstunfähigkeit, Steuerfreiheit usw.
Da die Auserwählten unter den Zwangsbekehrten nicht zur servility (englisch für „Unterordnung“), sondern zu authority (englisch für „Respektsperson“), also zur Herrschaft erzogen wurden, standen den Absolventen der Palastschule nach ihrer Freilassung im Alter von etwa 22 Jahren die höchsten zivilen und militärischen Posten offen: Sie konnten Sandschakbey (Provinzgouverneur), Beylerbey (Gouverneur einer Großprovinz), Wesir oder sogar Großwesir werden. Schon Mehmed II. (1432–1481) hatte die Devşirme als Zugangstor zu den höchsten Verwaltungsämtern ausgestaltet: Alle seine Großwesire entstammten dieser Gruppe. Auch der Aufstieg in die eigentliche Sultansfamilie war möglich, indem der Herrscher dem Gefolgsmann eine seiner Schwestern, Töchter oder Haremsdamen zur Frau gab. Hatte der bisherige „Sklave“ (qul) bisher nur an der Agnation teilgenommen und gehörte als Freigelassener indirekt zur Herrscherfamilie, so war er nun direkt mit dem Herrscherhaus verwandt.
Es handelte sich bei der Devşirme demnach um das Eingangsstadium eines langfristig angelegten, systematischen Erziehungsprojekts für die künftige Reichselite. Die übrigen Untertanen, vor allem sämtliche Muslime und alle Türken, wurden dadurch von den Führungspositionen ausgeschlossen und blieben auf Karrieren in Jurisprudenz und Religion beschränkt; dasselbe galt naturgemäß auch für die (muslimischen) Kinder der unter der Devşirme Aufgestiegenen; die Karriere ihrer Väter war ihnen verwehrt. Als die Janitscharen daher 1651 für ihren Stand die Erblichkeit durchsetzten, war dies ein einschneidender Eingriff zu Ungunsten der militärischen Leistungsfähigkeit und der Anfang vom Ende der osmanischen Expansion.

### Rechtlicher Status, religiöse Legitimierung
Die Zwangsbekehrten waren zunächst Sklaven (qul) ihres neuen Herrn, des Padischah, der sie jederzeit ohne Gerichtsverfahren verurteilen und auf bloßen Befehl hin sogar hinrichten lassen konnte.

Als Legitimationsbasis für Devşirme wurde Sure 8, Vers 41 im Koran herangezogen:

„Und ihr müßt wissen: Wenn ihr irgendwelche Beute macht, gehört der fünfte Teil davon Gott und dem Gesandten und den Verwandten (w. dem Verwandten), den Waisen, den Armen und dem, der unterwegs ist (oder: dem, der dem Weg (Gottes) gefolgt (und dadurch in Not gekommen) ist; w. dem Sohn des Wegs). (Richtet euch danach) wenn (anders) ihr an Gott glaubt und (an) das, was wir auf unseren Diener (Mohammed) am Tag der Rettung hinabgesandt haben, – am Tag, da die beiden Haufen aufeinanderstießen! Gott hat zu allem die Macht.“

 Daraus sollte sich der Anspruch auf jeden fünften Knaben ergeben.
Das Islamrecht (Scharia) sah in dieser Stellungnahme des Koran, der Kriegszeiten betraf, jedoch keinen Bezug zur Praxis der Devşirme, und alle Gelehrten des Islamischen Rechtes waren sich einig, dass die Versklavung und Zwangsbekehrung christlicher Reichsuntertanen mitten im Frieden gegen die Vorschriften des religiösen Rechts verstieß. Die Knabenlese entbehrte daher nach Ansicht der muslimischen zeitgenössischen Rechtslehre jeder religiösen Legitimation. Sie erklärt sich einzig und allein aus der Staatsnotwendigkeit, d. h. dem Interesse des Sultans, ein neues Heer als unabhängige Machtquelle zu besitzen, und aus der rechtlichen Fiktion, dass der ursprüngliche Kriegszustand mit den Unterworfenen noch nicht beendet sei, d. h. einer Verewigung des Kriegszustandes (Dschihad), wonach die weitere Existenz der Bevölkerung ins Belieben des jeweiligen Herrschers gestellt sei.

### Umfang, Auswirkungen
Die zahlenmäßigen Auswirkungen der Devşirme werden unterschiedlich beurteilt: Sie reichen von der Aussage, sie habe „nur wenige Dörfer in größeren zeitlichen Abständen“ betroffen und „blieb wohl ohne demografische Auswirkungen“, bis zur Annahme schwerer demographischer Schäden; so verloren Morea (Peloponnes) und Albanien aus diesem Grund einen guten Teil ihrer Bevölkerung, litten unter Arbeitskräftemangel und Wertminderung der Lehnsgüter. Viel gravierender war jedoch der moralische Effekt der Knabenlese: Die Eltern der Verschleppten, die nicht selten den sexuellen Missbrauch ihrer Kinder befürchteten, blieben oft in Verzweiflung zurück; die unterworfene christliche Bevölkerung leistete gelegentlich offenen oder verdeckten Widerstand, oft durch die Drohung ganzer Bevölkerungsteile, zum Feind überzulaufen, meist aber in Form von Bestechung.

### Niedergang der Devşirme
Die Knabenlese wurde aufgrund ihrer Aufstiegsmöglichkeiten für islamische Familien immer interessanter; seit dem 17. Jahrhundert schmuggelten daher immer mehr Muslime und Türken, aber auch Juden und Sinti und Roma ihre Kinder auf dem Weg über Devşirme unter die Janitscharen. Diese hatten bereits 1581 die Eheerlaubnis erhalten; 1651 erzwangen sie die Erblichkeit ihres Standes und schlossen damit Neuzugänge aus. Die Folge waren ein Nachlassen der militärischen Eignung, Abkehr vom Leistungsprinzip, Aufgabe der sorgfältigen Erziehung sowie ein um sich greifendes Beziehungsunwesen, Protektionismus und Korruption. Der osmanische Staatsmann Koçi Bey († um 1650), der „Montesquieu der Osmanen“, selbst der Devşirme entstammend und Ratgeber zweier Sultane, beklagte daher in einer drastischen Denkschrift den Zugang von Vagabunden und den Niedergang der Führungselite durch die fehlende Knabenlese.
Eher durch die inneren Widerstände der bereits Privilegierten als durch den Protest der betroffenen Bevölkerung wurde die Devşirme seit 1600 daher immer seltener und in geringerem Umfang angewendet; dennoch wurden bis Anfang des 18. Jahrhunderts Devşirmes zumindest noch angeordnet.

### Herkunft und Funktion der Devşirme: die Institution der „Sklavenarmeen“
In ihrer eigentümlichen Mischung aus Verschleppung von fremden Ungläubigen, von Zwangsbekehrung, intensiver Indoktrination und anschließender Militarisierung bzw. Integration in die Herrenschicht folgte die Devşirme einem seit den ersten Kalifen geübten Brauch im gesamten arabisch-islamischen Raum: der Tradition der Sklavenarmeen. Vom omajadischen Spanien über die Reiche im Maghreb, Ägypten, dem Nahen Osten bis Persien und Indien bis hin nach Bengalen existieren seit dem 7. Jahrhundert Sklavengarden und -armeen, deren Mitglieder zugleich hohe Ämter in Militär und Verwaltung bis hin zur eigentlichen Königsgewalt selbst innehatten. Die Tuluniden und Mamluken Ägyptens, die Abbasiden des Irak, die Samaniden in Persien, die Ghuriden Afghanistans, die bis nach Rajasthan und Bengalen vordrangen, die Herrscher des Sultanats von Delhi (1206–1288), der Sultanate auf dem Dekhan-Hochland Indiens, Buriden von Damaskus, die Zengiden in Mesopotamien, die Schahs von Armenien und Choresmien, die Deys von Algier und Tunis und viele andere setzten die systematische Erziehung von zwangsbekehrten Untertanen, von Kriegsgefangenen und Fremden zum Staatsdienst und die Rekrutierung von Sklavenarmeen zum Erhalt ihrer Herrschaft ein, waren selbst oft von Sklavenherkunft und herrschten über Armeen von Sklaven. Dementsprechend bezeichnete der Spanier Juan Sebastián Elcano um 1509 den Bey von Tunis zutreffend als „Despot ohne Freiheit, ein König der Sklaven und Sklave seiner Untertanen“. Die Osmanen konnten die Einrichtung des Kindertributs sogar von ihren unmittelbaren Vorgängern, den Seldschuken übernehmen, hatte doch Nizam al-Mulk, „the quintessential vizier“ (1018–1092), dem Seldschukensultan in seinem Siyāsatnāma (Buch der Regierung) ausdrücklich zur Aufstellung einer Garde aus dem Kindertribut geraten.
Für die Angehörigen dieser Gruppe bestanden exklusive Bestimmungen, was Abstammung und Glauben anging; für die Emire und Mamluken Ägyptens galten die strengsten Regeln: sie durften nicht als Muslime geboren sein, mussten den Kyptschaktataren entstammen und Sklave gewesen sein. Dies vorausgesetzt, standen ihnen in ihrer neuen Heimat Ägypten die Türen zu den höchsten Staatsämtern offen. Ähnliches galt für sämtliche anderen Sklavendynastien des arabisch-islamischen Raums bis nach Südostasien, und zwar bereits seit dem 7. Jahrhundert.
Als Ursache der vom westlichen Mittelmeer bis zum Golf von Bengalen belegten Praxis gilt vor allem die Sippenstruktur der arabischen Gesellschaft, die der neu erstandenen Macht, wie sie seit den ersten Kalifen vorhanden war, starke Widerstände entgegensetzte. Der Kalif wurde in diesem System nicht als Verkörperung eines übergeordneten Staatsbegriffs, sondern als Anhänger einer Partei empfunden, so dass sich die Schaffung einer künstlichen, dem Herrscher ergebenen land- und sippenfremden Garde aus Unfreien, die als neue „Sippe“ den Staatsgedanken trägt und verkörpert, in dieser Form nur in den islamischen Staaten des Mittelalters und der frühen Neuzeit findet. Der Vergleich mit der von Germanen und anderen Völkern durchsetzten Prätorianergarde, dem römischen Heer der Spätantike oder der byzantinischen Herkulianer- bzw. der Warägergarde zeigt, wie viel mehr das Devşirme-System auf „Fremdartigkeit“ und eine ausgeprägte Staats-Pädagogik als Systembestandteil arabisch- und türkisch-muslimischer Herrschaft setzte. Schon der weitgereiste Tunesier Ibn Chaldun (1332–1406) betrachtete jedoch die Verwendung fremder Elemente im Staatsdienst, die die Sippen und Lehnsherren in ihre Schranken zwingen sollten, sehr kritisch: sie entfremde die Untertanen dem Herrscherhaus und löse die Bande der Blutsverwandtschaft.
Die fremden, oft der Sprache unkundigen Soldaten (daher manchmal als „die Stummen“ bezeichnet), als Leibgarde gegen den inneren Feind gedacht, wurden oft zur Plage für die Bevölkerung, gleich ob Muslime oder Andersgläubige. Im Unterschied zu den anderen islamischen Dynastien verstanden es die Osmanen jedoch, 36 Generationen lang – mehr als ein halbes Jahrtausend – selbst die Herrschaft auszuüben, ohne die Macht an ihre Militärsklaven zu verlieren (1281–1826/1922). Devşirme stellt aus dieser Sicht „die höchstentwickelte Form … der militärischen Sklaverei“ dar.

## Zeitgenössische Aussagen
Der ehemalige Janitschare, der Serbe Konstantin aus Ostrovitza, selbst Opfer der Knabenlese, schreibt in seinen Memoiren eines Janitscharen:

„Immer, wenn sie in ein Land einfallen und sich die Bevölkerung untertan machen, reitet sogleich der Schreiber des Sultans hinter ihnen her, der alle Knaben, soviele es auch sein mögen, zu den Janitscharen einzieht. […]
Wenn man von einem feindlichen Volk nicht so viele hat herausbekommen können, nimmt man sie von den Christen im eigenen Land, sofern diese Knaben besitzen. […]“

„320 Knaben und 704 Weiber hielt der Sultan zurück; letztere verteilte er unter den Heiden, die Knaben aber zog er zu seinen Janitscharen ein und sandte sie übers Meer nach Anatolien, wo sie aufgezogen wurden, Auch ich wurde damals aus jener Stadt (Novo Brdo) mit meinen zwei Brüdern in die Gefangenschaft geschleppt, ich, der ich dies alles aufgeschrieben habe.“

## Berühmte Absolventen der Devşirme
- Sinan (um 1490–1588), osmanischer Architekt, der „Michelangelo der Osmanen“
- Ibrahim Pascha (um 1493–1536), Großwesir unter Süleyman I., dem Prächtigen/dem Gesetzgeber
- Sokollu Mehmed Pascha (um 1505–1579), Großwesir und militärischer Befehlshaber
- Koçi Bey (gest. um 1650/54), der „Montesquieu der Osmanen“, Ratgeber zweier Sultane
- Abdurrahman Abdi Pascha (um 1616–1686), letzter Beylerbey von Ofen und hoher osmanischer Würdenträger
- Murad Bey Muhammad (um 1750–1801), Emir der Mamluken in Ägypten